# Parallele Datenübertragung

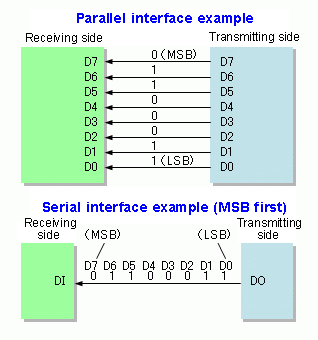
Parallele und serielle Datenübertragung im Vergleich

Parallele Datenübertragungen übertragen digitale Daten über mehrere Leitungen gleichzeitig. Die Übertragung erfolgt dabei auf mehreren physischen Leitungen nebeneinander oder über mehrere Kanäle zur gleichen Zeit im „Gleichschritt“.
Werden nur binäre Symbole mit zwei möglichen Zuständen eingesetzt, so entspricht ein Symbol einem Bit, welches pro Datenpfad übertragen werden kann. Bei n parallelen Datenpfaden können n Bits in einem Schritt parallel übertragen werden.
Die parallele Übertragung über mehrere serielle Datenkanäle unterscheidet sich grundlegend von einer echt parallelen Datenübertragung in der Weise, dass dort auf der unteren Hardwareebene alle Kanäle unabhängig voneinander übertragen und Laufzeitunterschiede irrelevant sind. Bei echt parallelen Übertragungen dagegen arbeiten alle Datenkanäle streng mit einem gemeinsamen Taktregime und sind dadurch sehr empfindlich auf Laufzeitunterschiede der Kanäle.

## Allgemeines
Parallele Schnittstellen arbeiten in den meisten Fällen mit 8 oder 16 Kanälen. Prinzipiell ist jede andere Zahl größer als 1 möglich. Zur Synchronisation sind zusätzliche Leitungen notwendig. Meist sind das Leitungen zur Datenflusskontrolle oder zur Synchronisation (Strobe, Taktsignale).
Eine Umsetzung zwischen der parallelen und der seriellen Datenübertragung kann mittels spezieller Baugruppen erfolgen, welche als SerDes bezeichnet werden.

## Nachteil

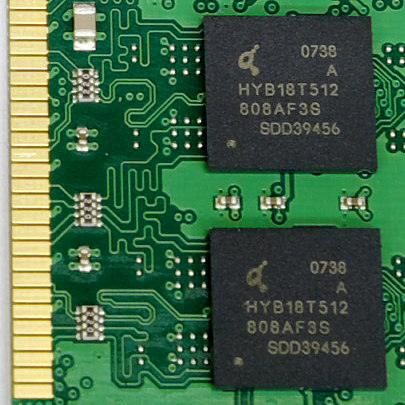
DDR3-Speichermodule, bei denen zwischen dem Printstecker und den Speicherchips die mäanderförmig geführten Leiterbahnen zur Laufzeitkorrektur der Bussignale erkennbar sind

Der wesentliche Nachteil der parallelen Datenübertragung – neben dem Umstand, viele parallele Datenübertragungspfade zu benötigen – ist der Umstand, dass die einzelnen Laufzeiten entlang der parallelen Leitungen nicht alle exakt gleich sind. Diese Ungleichheiten können z. B. durch kleine Abweichung in den Leitungslängen und anderen Toleranzen im physikalischen Aufbau der Übertragungsstrecke bedingt sein. Dadurch kommt es, insbesondere bei höheren Schrittgeschwindigkeiten, zu Empfangsfehlern bzw. einer Beschränkung der Schrittgeschwindigkeit und damit der Datenübertragungsrate. Aus diesem Grund werden bei höheren Übertragungsraten serielle Übertragungsverfahren eingesetzt, auch wenn durch die serielle Aneinanderreihung der einzelnen Symbole hohe Symbolraten und große Bandbreiten die Folge sind.
In diesem Fall wird durch mäanderförmige Leiterbahnführungen auf den Leiterplatten versucht, eine möglichst identische Laufzeit zwischen den einzelnen Signalen sicherzustellen. Die Mäanderform dient dazu, dass alle Leiterbahnen fast exakt die gleiche Länge zueinander aufweisen. Zusätzlich werden in den einzelnen Schaltkreisen, wie den DDR-SDRAM-Chips, Delay-Locked Loops (DLL) angewendet, welche Laufzeitunterschiede dynamisch ausgleichen und so eine parallele Datenübertragung bei hohen Taktraten sicherstellen.
Beispiele für parallele Datenübertragungen, die durch serielle Schnittstellen abgelöst wurden, sind:
- die ATA/ATAPI-Schnittstelle, abgelöst durch die SATA-Schnittstelle
- PCI, abgelöst durch PCI-Express
- die SCSI-Busvarianten, weiterentwickelt als Fibre Channel. Trotz drastischer Reduzierung der Übertragungsleitungen wurden die Bussysteme dabei um etwa den Faktor 2 schneller.